# Richard Bartmuss
Richard Bartmuss, né le 23 décembre 1859 à Schleesen et mort le 25 décembre 1910 à Dessau, est un organiste et compositeur allemand.

## Biographie
Richard Bartmuss naît le 23 décembre 1859 à Schleesen. Il est l'élève d'Eduard Grell et de Carl Albert Löschhorn (de). Il devient organiste à la cour de Dessau en 1885. Il a écrit des œuvres pour orgue qui ont connu un succès considérable.

## Œuvres
Il compose de nombreux motets et des mélodies. Son œuvre sacrée, Liturgische Vespern montre son désir de moderniser le service musical luthérien.

### Œuvres orchestrales
- Concerto pour orgue no 1
- Concerto pour orgue no 2

### Oratorio
- Der Tag der Pfinfsten

### Cantate
- Die Apostel in Philippi

### Œuvres pour orgue
- Sonate no 1
- Sonate no 2
- Sonate no 3
- Sonate no 4

### Œuvres chorales
- Fantaisie chorale no 1
- Fantaisie chorale no 2